# Pawel Iwanowitsch Korobow
Pawel Iwanowitsch Korobow (russisch Павел Иванович Коробов; * 16. Augustjul. / 29. August 1902greg. in Makejewka; † 17. August 1965 in Moskau) war ein sowjetischer Metallurg.

## Leben
Korobow stammte aus einer Metallurgenfamilie des erblichen Adels. Sein Vater Iwan Grigorjewitsch Korobow (1882–1952) war über 30 Jahre Hauptmeister des Makajewkaer Hüttenwerks.
Korobow begann 1916 als ungelernter Arbeiter im Makajewkaer Hüttenwerk. Nach einer Schlosserlehre arbeitete er als Dreher und Gasinstallateur.
Korobow wurde 1922 zum Studium an die Moskauer Bergakademie geschickt, das er 1928 als Ingenieur-Metallurg abschloss. Anschließend ging er zum Jenakijewer Hüttenwerk und wurde Hochofenmeister und Hochofenchef. 1933 wechselte er als Hochofenchef zum Petrowski-Hüttenwerk in Dnepropetrowsk und schließlich 1936 zum Magnitogorsker Metallurgischen Stalin-Kombinats (MMK). Er wurde Hauptingenieur und 1937 Direktor des Kombinats.
1939 wurde Korobow Erster Ministerstellvertreter für Stahlmetallurgie der UdSSR. 1940 übergab er das MMK-Direktorenamt an G. I. Nossow. 1955–1965 war Korobow Erster Stellvertretender Vorsitzender des Staatlichen Komitees für neue Technik beim Ministerrat der UdSSR.
Korobow trug wesentlich zur Stärkung der Stahlindustrie in der UdSSR bei. Im MMK sorgte er für viele Innovationen und vergrößerte die Kapazitäten der Hochöfen und Walzwerke. Erzaufbereitungs- und Sinteranlagen wurden erstellt.
Korobow war Abgeordneter im Obersten Sowjet der UdSSR in zwei Sitzungsperioden.
Korobow wurde auf dem Moskauer Nowodewitschi-Friedhof begraben. Nach ihm ist eine Straße in Magnitogorsk benannt. Er hatte zwei jüngere Brüder, Nikolai (1905–1979) und Ilja (1910–1990), die ebenfalls führende Metallurgen geworden waren.

## Ehrungen
- Leninorden (1935, 1943, 1945, 1949, 1952, 1958)
- Orden des Roten Banners der Arbeit (1935)
- Held der sozialistischen Arbeit (1943)
- Hammer-und-Sichel-Medaille (1943)